# جاناتان یاسکه
جاناتان یاسکه (انگلیسی: Jonathan Jacquet؛ زادهٔ ۳۰ آوریل ۱۹۸۴) بازیکن فوتبال اهل آرژانتین است.